# Ellerbek
Ellerbek es un municipio situado en el distrito de Pinneberg, en el Estado federado de Schleswig-Holstein (Alemania), Tiene una población estimada, a finales de 2020, de 4239 habitantes.
Se encuentra ubicado al sur del Estado, cerca de la ciudad de Hamburgo y de la orilla derecha del río Elba, que lo separa del Estado de Baja Sajonia.